# John Playford
John Playford (ur. 1623 w Norwich, zm. 1686/1687 w Londynie) – angielski wydawca muzyczny.

## Życiorys
Kształcił się przypuszczalnie w szkole przy katedrze w Norwich, prawdopodobnie był też członkiem chóru katedralnego. Od 1639 roku terminował w Londynie w zakładzie wydawniczym Johna Bensona, od 1647 roku prowadził samodzielną działalność. W trakcie angielskiej wojny domowej opowiedział się po stronie rojalistów i publikował druki polityczne, w związku z czym w 1649 roku został aresztowany przez stronników Cromwella. W 1651 roku wydał swój pierwszy druk muzyczny, The English Dancing Master. Od 1653 roku do końca życia piastował stanowisko kancelisty w londyńskim Temple Church. W 1661 roku został członkiem londyńskiej gildii, a w 1681 roku, na wniosek króla Karola II, także członkiem jej zarządu wraz z tytułem szlacheckim oraz przywilejem na wyłączność wydawania psalmów, elementarzy i almanachów. Przyjaźnił się z Henrym Purcellem, który po śmierci wydawcy poświęcił jego pamięci utwór Elegy on my Friend, Mr. John Playford. Prowadzenie firmy przejął jego syn, Henry (1657–1707).
Wydawał zbiory muzyki religijnej i świeckiej oraz podręczniki i materiały dydaktyczne do nauki muzyki. Publikował utwory m.in. Henry’ego Purcella, Matthew Locke’a, Williama i Henry’ego Lawesa, Thomasa Campiona oraz Johna Hiltona. W jego wydawnictwie ukazały się m.in. zbiory Musick’s Recreation (1652), Catch that Catch Can (1652), A Breefe Introduction to the Skill of Musick (1654), The Whole Book of Psalmes (1661), Court Ayres (1655), Apollo’s Banquet for the Treble Violin (1669), Psalms and Hymns (1671), The Present Practice of Musick Defended and Vindicated against the Exceptions (1673), Musick’s Hand-Maid. New Lessons and Instructions for the Virginals (1678).